# Ottorfszell
Ottorfszell ist ein Gemeindeteil des Marktes Kirchzell im unterfränkischen Landkreis Miltenberg in Bayern.

## Geographie
Das Kirchdorf Ottorfszell liegt im Odenwald auf 224 m ü. NHN im Tal des Gabelbaches an der Staatsstraße 2311. Im Süden von Ottorfszell verläuft die Landesgrenze zu Baden-Württemberg. Südöstlich liegt Preunschen, nordöstlich befindet sich Kirchzell. Das Dorf inmitten des Odenwaldes ist Ausgangspunkt zu Wanderungen besonders in die Weiler Breitenbach und Dörnbach.

## Gemeinde
Ottorfszell hatte 1964 insgesamt 125 Einwohner, davon 100 im Hauptort und 25 im zugehörigen Weiler Breitenbach. Die Gemeinde wurde am 1. Januar 1975 nach Kirchzell eingegliedert.